# Invasion of the Dinosaurs
Invasion of the Dinosaurs (La invasión de los dinosaurios) es el segundo serial de la 11.ª temporada de la serie británica de ciencia ficción Doctor Who, emitido originalmente en seis episodios semanales del 12 de enero al 16 de febrero de 1974. 

## Argumento
El Doctor y Sarah llegan al Londres de 1970 para descubrir que han evacuado la ciudad por la misteriosa aparición de dinosaurios. Los monstruos están siendo traídos al presente por un científico sin escrúpulos usando una máquina del tiempo denominada el Timescoop, como parte de un plan de revertir Londres a una utópica era pretecnológica. El plan requiere la despoblación de Londres antes de que la transporten hacia atrás en el tiempo, para que sólo haga el viaje un grupo de élite que reformará la raza humana en el pasado remoto siguiendo unas líneas más éticas. Este plan, conocido como la Operación Edad Dorada, tiene el apoyo secreto de personajes clave del gobierno británico, e incluso dentro de la propia UNIT, que es la encargada de combatir la amenaza.

### Continuidad
Sarah Jane Smith menciona su encuentro con dinosaurios en una conversación con Rose Tyler durante el episodio Reunión escolar. El Séptimo Doctor también le menciona a Ace los eventos de esta historia en The Happiness Patrol. El Undécimo Doctor se encontraría de nuevo con dinosaurios en el episodio Dinosaurios en una nave espacial.

## Producción
| Episodio              | Fecha de emisión      | Duración | Espectadores en millones | Estado en el archivo                       |
| --------------------- | --------------------- | -------- | ------------------------ | ------------------------------------------ |
| Episodio 1 (Invasion) | 12 de enero de 1974   | 25:29    | 11,0                     | Recuperación de color por puntos de chroma |
| Episodio 2            | 19 de enero de 1974   | 24:43    | 10,1                     | Cinta original en PAL                      |
| Episodio 3            | 26 de enero de 1974   | 23:26    | 11,0                     | Cinta original en PAL                      |
| Episodio 4            | 2 de febrero de 1974  | 23:33    | 9,0                      | Cinta original en PAL                      |
| Episodio 5            | 9 de febrero de 1974  | 24:30    | 9,0                      | Cinta original en PAL                      |
| Episodio 6            | 16 de febrero de 1974 | 25:34    | 7,5                      | Cinta original en PAL                      |
| [ 1 ] [ 2 ] [ 3 ]     |                       |          |                          |                                            |

En los títulos temporales de esta historia se incluyen Bridgehead from Space (La cabeza de puente del espacio) y Timescoop. El título del primer episodio se contrajo a Invasion para mantener como sorpresa la aparición estelar de los dinosaurios. Malcolm Hulke protestó por el uso del título Invasion of the Dinosaurs, prefiriendo el título original de Timescoop, y encontró tonta la contracción del título del primer episodio, sobre todo teniendo en cuenta que la revista Radio Times ya usó el título completo. En una carta de respuesta tras la emisión, el editor de guiones Terrance Dicks señaló que todos los títulos usados en el proyecto provenían de la oficina de producción de Doctor Who. Estuvo de acuerdo en que la contracción a Invasion era una decisión de la que ahora se arrepentía, pero recordó que Radio Times se regían por sus propias reglas.
El rodaje de exteriores en Londres se hizo en Westminster Bridge, Whitehall, Trafalgar Square, Haymarket, Covent Garden, Southall and Wimbledon Common.

### Episodios perdidos y archivo
Todos los episodios de esta historia salvo el primero existen en su cinta original en PAL, mientras que el primer episodio sólo existe en una copia en celuloide de 16mm en blanco y negro. Una leyenda urbana entre los fanes muy antigua decía que la cinta del episodio 1 se borró por error al ser confundida con un episodio del serial de Patrick Troughton The Invasion. En la realidad, BBC Enterprises dio instrucciones específicas de borrar los seis episodios de Invasion of the Dinosaurs en agosto de 1974, sólo seis meses después de la emisión de la historia. Sin embargo, por razones desconocidas, sólo se borró el episodio 1, pero por lo que respecta a la BBC, ellos creían que la historia estaba íntegramente borrada, ya que los investigadores del documental de 1976 Whose Doctor Who descubrieron que ninguno de los episodios estaba catalogado en el archivo de la BBC.
Existen copias en celuloide en blanco y negro de las secuencias de exteriores del episodio 1, incluyendo una escena de un explorador asustado que roba dinero del cadáver de un lechero que se omitió en la emisión original, y que habría formado parte del metraje descartado de Londres. Las copias en blanco y negro eran utilizadas por los montadores de la BBC para decidir dónde hacer los cortes, antes de cortar los negativos en color. La copia en celuloide del episodio 1 es la única copia en 16mm de un episodio de la temporada 11 que se conserva, esto es debido a la antigua práctica de BBC Enterprises de hacer copias en celuloide para venta internacional antes de borrar las cintas originales. También se conservan secuencias en celuloide de escenas de exteriores del episodio 5 en su formato original de 35mm en color. También se conserva la primera edición del episodio 3, sin efectos de sonido ni música ambiental.